# Lista de regiões censitárias dos Estados Unidos
Esta é uma lista de regiões censitárias dos Estados Unidos.

## Arkansas
- Salem (condado de Saline)

## Califórnia
- Mountain View (condado de Contra Costa)

## Carolina do Norte

### A
- Altamahaw-Ossipee
- Ashley Heights
- Avery Creek

### B
- Balfour (Carolina do Norte)
- Barker Heights
- Barker Ten Mile
- Bayshore
- Bent Creek
- Bethlehem (Carolina do Norte)
- Boger City
- Bonnetsville
- Bowmore
- Brices Creek
- Brogden
- Buies Creek
- Butner
- Butters (Carolina do Norte)

### C
- Cashiers
- Castle Hayne
- Cricket (Carolina do Norte)
- Cullowhee

### D
- Delway
- Dundarrach

### E
- East Flat Rock
- East Rockingham
- Eastover (Carolina do Norte)
- Elrod
- Elroy (Carolina do Norte)
- Enochville
- Etowah (Carolina do Norte)

### F
- Fairfield Harbour
- Fairplains
- Fairview (Carolina do Norte)
- Fearrington
- Five Points (Carolina do Norte)
- Forest Oaks
- Fort Bragg (Carolina do Norte)

### G
- Glen Raven
- Gorman (Carolina do Norte)

### H
- Half Moon
- Harkers Island
- Hays (Carolina do Norte)
- Hightsville

### I
- Icard
- Ingold
- Ivanhoe (Carolina do Norte)

### J
- JAARS
- James City

### K
- Keener
- Kelly (Carolina do Norte)
- Kings Grant
- Kirkland (Carolina do Norte)

### L
- Lake Junaluska
- Lake Norman of Catawba
- Light Oak
- Lowesville

### M
- Mar-Mac
- Masonboro
- McLeansville
- Millers Creek
- Moravian Falls
- Mountain Home (Carolina do Norte)
- Mountain View (Carolina do Norte)
- Mulberry (Carolina do Norte)
- Murraysville
- Myrtle Grove (Carolina do Norte)

### N
- Neuse Forest
- Northlakes

### O
- Ocracoke
- Ogden (Carolina do Norte)

### P
- Piney Green
- Plain View
- Pleasant Hill (Carolina do Norte)
- Pope Air Force Base
- Prospect (Carolina do Norte)
- Pumpkin Center

### R
- Raemon
- Rex (Carolina do Norte)
- River Road (Carolina do Norte)
- Rockfish
- Royal Pines

### S
- Salem (Carolina do Norte)
- Saxapahaw
- Sea Breeze
- Seagate (Carolina do Norte)
- Seven Lakes
- Shannon (Carolina do Norte)
- Sherrills Ford
- Silver City (Carolina do Norte)
- Silver Lake (Carolina do Norte)
- Skippers Corner
- Sneads Ferry
- South Gastonia
- South Henderson
- South Rosemary
- South Weldon
- Spiveys Corner
- Stony Point (Carolina do Norte)
- Swannanoa

### T
- Toast (Carolina do Norte)

### V
- Valley Hill
- Vander
- Vann Crossroads

### W
- Wanchese
- Welcome (Carolina do Norte)
- West Canton
- West Marion
- West Smithfield
- Westport (Carolina do Norte)
- White Oak (Carolina do Norte)
- White Plains (Carolina do Norte)
- Woodlawn (Carolina do Norte)
- Wrightsboro

## Carolina do Sul

### A
- Antreville
- Arial (Carolina do Sul)

### B
- Belvedere (Carolina do Sul)
- Berea (Carolina do Sul)
- Boiling Springs (Carolina do Sul)
- Bradley (Carolina do Sul)
- Brookdale
- Bucksport (Carolina do Sul)
- Buffalo (Carolina do Sul)
- Burton (Carolina do Sul)

### C
- Cane Savannah
- Centerville (Carolina do Sul)
- Cherryvale (Carolina do Sul)
- City View
- Clarks Hill (Carolina do Sul)
- Clearwater (Carolina do Sul)
- Cokesbury
- Coronaca

### D
- Dalzell (Carolina do Sul)
- Dentsville
- Dunean

### E
- East Gaffney
- East Sumter
- Edisto
- Eureka Mill

### F
- Five Forks
- Forestbrook

### G
- Gantt (Carolina do Sul)
- Garden City (Carolina do Sul)
- Gayle Mill
- Gloverville
- Golden Grove

### H
- Homeland Park

### I
- India Hook
- Inman Mills
- Irwin (Carolina do Sul)

### J
- Joanna (Carolina do Sul)
- Judson

### L
- Ladson
- Lake Murray of Richland
- Lake Secession
- Lake Wylie
- Lakewood (Carolina do Sul)
- Lancaster Mill
- Laurel Bay
- Lesslie
- Little River (Carolina do Sul)
- Lugoff

### M
- Mayo (Carolina do Sul)
- Millwood (Carolina do Sul)
- Modoc (Carolina do Sul)
- Monarch Mill
- Mount Carmel (Carolina do Sul)
- Mountville (Carolina do Sul)
- Mulberry (Carolina do Sul)
- Murphys Estates
- Murrells Inlet

### N
- Newport (Carolina do Sul)
- North Hartsville
- Northlake (Carolina do Sul)

### O
- Oak Grove (Carolina do Sul)
- Oakland (Carolina do Sul)
- Oswego (Carolina do Sul)

### P
- Parker (Carolina do Sul)
- Parris Island
- Piedmont (Carolina do Sul)
- Powderville
- Princeton (Carolina do Sul)
- Privateer
- Promised Land (Carolina do Sul)

### R
- Red Bank (Carolina do Sul)
- Red Hill (Carolina do Sul)
- Rembert (Carolina do Sul)
- Riverview (Carolina do Sul)
- Roebuck

### S
- Sans Souci (Carolina do Sul)
- Saxon (Carolina do Sul)
- Seven Oaks (Carolina do Sul)
- Shell Point
- Shiloh (Carolina do Sul)
- Slater-Marietta
- Socastee
- South Sumter
- Southern Shops
- Springdale (Carolina do Sul)
- Startex
- Stateburg

### T
- Taylors

### U
- Utica (Carolina do Sul)

### V
- Valley Falls (Carolina do Sul)

### W
- Wade Hampton
- Watts Mills
- Wedgewood
- Welcome (Carolina do Sul)
- Wilkinson Heights
- Willington (Carolina do Sul)
- Winnsboro Mills
- Woodfield

## Dakota do Norte

### B
- Belcourt

### C
- Cannon Ball (Dakota do Norte)

### E
- East Dunseith
- Erie (Dakota do Norte)

### F
- Fort Totten
- Four Bears Village

### G
- Grand Forks Air Force Base

### M
- Mandaree
- Minot Air Force Base

### S
- Shell Valley

### W
- Wheatland (Dakota do Norte)
- White Shield

## Dakota do Sul

### A
- Allen (Dakota do Sul)
- Antelope (Dakota do Sul)
- Ashland Heights
- Aurora Center

### B
- Blackhawk
- Bullhead

### C
- Colonial Pine Hills

### E
- Ellsworth Air Force Base

### F
- Fort Thompson

### G
- Green Grass
- Green Valley (Dakota do Sul)

### H
- Hamill
- Harrison (Dakota do Sul)

### K
- Kaylor
- Kyle (Dakota do Sul)

### L
- La Plant
- Little Eagle
- Loomis (Dakota do Sul)
- Lower Brule

### M
- Manderson-White Horse Creek
- Marty (Dakota do Sul)
- Milltown (Dakota do Sul)

### N
- New Holland (Dakota do Sul)
- North Eagle Butte
- North Spearfish

### O
- Oglala
- Okaton

### P
- Parmelee
- Pine Ridge (Dakota do Sul)
- Porcupine (Dakota do Sul)

### R
- Rapid Valley
- Rosebud (Dakota do Sul)

### S
- Spring Creek (Dakota do Sul)
- Storla

### T
- Two Strike

### V
- Vivian (Dakota do Sul)

### W
- Wanblee
- White Horse (Dakota do Sul)
- Whitehorse (Dakota do Sul)
- Wounded Knee (Dakota do Sul)

## Ohio

### A
- Austintown

### B
- Bainbridge (Ohio)
- Ballville
- Beckett Ridge
- Beechwood Trails
- Blacklick Estates
- Boardman (Ohio)
- Bolindale
- Brimfield (Ohio)
- Brookfield Center
- Burlington (Ohio)

### C
- Calcutta (Ohio)
- Champion Heights
- Cherry Grove (Ohio)
- Chesterland
- Choctaw Lake
- Churchill (Ohio)
- Covedale
- Crystal Lakes (Ohio)

### D
- Day Heights
- Dent (Ohio)
- Devola
- Dillonvale (Ohio)
- Drexel (Ohio)
- Dry Run

### E
- Eaton Estates
- Edgewood (Ohio)

### F
- Fairfield Beach
- Fairview Lanes
- Finneytown
- Five Points (Ohio)
- Forestville (Ohio)
- Fort McKinley
- Franklin Furnace
- Fruit Hill

### G
- Glenmoor
- Grandview (Ohio)
- Granville South
- Green Meadows
- Greentown (Ohio)
- Groesbeck (Ohio)

### H
- Harbor Hills (Ohio)
- Hilltop (Ohio)
- Holiday Valley
- Howland Center
- Huber Ridge
- Hunter (Ohio)

### K
- Kenwood

### L
- La Croft
- Lake Darby
- Landen (Ohio)
- Leavittsburg
- Lincoln Village (Ohio)
- Logan Elm Village
- Loveland Park
- Lucasville

### M
- Mack North
- Mack South
- Maple Ridge
- Maplewood Park
- Masury
- Mineral Ridge
- Monfort Heights East
- Monfort Heights South
- Montrose-Ghent
- Mount Carmel (Ohio)
- Mount Healthy Heights
- Mount Repose
- Mulberry (Ohio)

### N
- Neffs
- North Fork Village
- North Madison
- North Zanesville
- Northbrook (Ohio)
- Northgate
- Northridge (condado de Clark)

### O
- Olde West Chester

### P
- Park Layne
- Perry Heights
- Pigeon Creek
- Pleasant Grove (Ohio)
- Pleasant Run
- Pleasant Run Farm
- Portage Lakes

### R
- Rosemount (Ohio)
- Ross (Ohio)

### S
- Sandusky South
- Sciotodale
- Sherwood (Ohio)
- Shiloh (Ohio)
- South Canal
- South Middletown
- Stony Prairie
- Summerside (Ohio)

### T
- The Plains (Ohio)
- Turpin Hills

### U
- Uniontown (Ohio)

### V
- Vienna Center

### W
- West Hill
- West Portsmouth
- Wetherington
- Wheelersburg
- White Oak (Ohio)
- White Oak East
- White Oak West
- Wilberforce
- Withamsville
- Woodbourne-Hyde Park
- Wright-Patterson Air Force Base

## Oklahoma

### A
- Akins

### B
- Ballou
- Belfonte
- Bell (Oklahoma)
- Brent (Oklahoma)
- Briggs
- Brush Creek
- Brushy
- Bull Hollow
- Bushyhead

### C
- Carlile
- Cayuga (Oklahoma)
- Cedar Crest (Oklahoma)
- Cherry Tree (Oklahoma)
- Chewey
- Christie (Oklahoma)
- Cleora
- Cloud Creek
- Copeland (Oklahoma)

### D
- Dennis (Oklahoma)
- Dodge (Oklahoma)
- Dotyville
- Dripping Springs (Oklahoma)
- Dry Creek (Oklahoma)
- Duchess Landing
- Dwight Mission

### E
- Eldon (Oklahoma)
- Evening Shade (Oklahoma)

### F
- Fairfield (Oklahoma)
- Flint Creek
- Flute Springs

### G
- Greasy
- Gregory (Oklahoma)

### I
- Iron Post

### J
- Justice (Oklahoma)

### K
- Keys

### L
- Leach
- Limestone (Oklahoma)
- Long (Oklahoma)
- Longtown (Oklahoma)
- Lost City
- Lyons Switch

### M
- Marble City Community
- Maryetta
- Mazie
- McCord
- McKey
- Murphy (Oklahoma)

### N
- Narcissa
- New Eucha
- Notchietown

### O
- Oakhurst (Oklahoma)
- Old Eucha

### P
- Park Hill
- Peavine
- Pettit
- Pin Oak Acres
- Pinhook Corners
- Pump Back

### R
- Redbird Smith
- Remy (Oklahoma)
- River Bottom
- Rocky Ford (Oklahoma)
- Rocky Mountain (Oklahoma)

### S
- Salem (Oklahoma)
- Sams Corner
- Sand Hills
- Scraper (Oklahoma)
- Sequoyah (Oklahoma)
- Shady Grove (Oklahoma)
- Short (Oklahoma)
- Simms (Oklahoma)
- Snake Creek
- Sour John
- Sportsmen Acres Community
- Stony Point (Oklahoma)
- Sycamore (Oklahoma)

### T
- Tagg Flats
- Taiwah
- Tenkiller
- Texanna
- Turley
- Twin Oaks (Oklahoma)

### W
- Watts Community
- Welling (Oklahoma)
- West Peavine
- Wickliffe (Oklahoma)
- Woodall

### Z
- Zeb
- Zena (Oklahoma)
- Zion (Oklahoma)

## Oregon

### A
- Aloha (Oregon)
- Altamont (Oregon)

### B
- Barview
- Beaver (Oregon)
- Biggs Junction
- Brooks (Oregon)
- Bunker Hill (Oregon)
- Butteville

### C
- Cape Meares
- Cayuse
- Cedar Hills (Oregon)
- Cedar Mill
- Chenoweth
- lackamas
- Cloverdale (Oregon)

### E
- Eola

### F
- Four Corners (Oregon)

### G
- Garden Home-Whitford
- Glide (Oregon)
- Gopher Flats
- Grand Ronde
- Green (Oregon)

### H
- Harbeck-Fruitdale
- Harbor
- Hayesville (Oregon)
- Hebo

### J
- Jennings Lodge

### K
- Kirkpatrick

### L
- La Pine
- Labish Village
- Lincoln Beach

### M
- Marion (Oregon)
- Mehama
- Metzger (Oregon)
- Mission (Oregon)
- Mount Hood Village

### N
- Neskowin
- Netarts

### O
- Oak Grove (Oregon)
- Oak Hills (Oregon)
- Oatfield
- Oceanside (Oregon)
- Odell (Oregon)

### P
- Pacific City
- Parkdale (Oregon)
- Pine Grove (Oregon)
- Pine Hollow

### R
- Raleigh Hills
- Redwood (Oregon)
- Rickreall
- Riverside (Oregon)
- Rockcreek
- Rose Lodge
- Roseburg North
- Rowena

### S
- South Lebanon (Oregon)
- Sunnyside (Oregon)

### T
- Terrebonne (Oregon)
- Three Rivers (Oregon)
- Tri-City
- Tutuilla
- Tygh Valley

### W
- Wamic
- Warm Springs (Oregon)
- West Haven-Sylvan
- West Slope
- White City (Oregon)
- Winchester Bay

## Pensilvânia

### A
- Aaronsburg (Pensilvânia)
- Adamsville (Pensilvânia)
- Almedia
- Altamont (Pensilvânia)
- Amity Gardens
- Ancient Oaks
- Annville (Pensilvânia)
- Ardmore (Pensilvânia)
- Aristes
- Arlington Heights (Pensilvânia)
- Atlantic (Pensilvânia)
- Audubon (Pensilvânia)
- Avon (Pensilvânia)
- Avonia

### B
- Back Mountain
- Baidland
- Beaver Springs
- Beaverdale-Lloydell
- Belfast (Pensilvânia)
- Belleville (Pensilvânia)
- Belmont (Pensilvânia)
- Bendersville Station-Aspers
- Beurys Lake
- Black Lick
- Blanchard (Pensilvânia)
- Blue Bell
- Boalsburg
- Boiling Springs (Pensilvânia)
- Boothwyn
- Branchdale
- Brandonville (Pensilvânia)
- Bressler-Enhaut-Oberlin
- Brickerville
- Brittany Farms-Highlands
- Brodheadsville
- Broomall
- Bryn Mawr
- Buck Run
- Buckhorn (Pensilvânia)

### C
- Calumet-Norvelt
- Campbelltown
- Canadohta Lake
- Carnot-Moon
- Castanea (Pensilvânia)
- Cecil-Bishop
- Chesterbrook
- Chevy Chase Heights
- Churchville (Pensilvânia)
- Clarence (Pensilvânia)
- Claysburg
- Coburn
- Colonial Park
- Colver
- Commodore (Pensilvânia)
- Conneaut Lakeshore
- Cornwells Heights-Eddington
- Crabtree
- Croydon (Pensilvânia)
- Curtisville

### D
- Davidsville
- Delano (Pensilvânia)
- Devon-Berwyn
- Dicksonville
- Donaldson (Pensilvânia)
- Drexel Hill
- Dunnstown

### E
- Eagleville (Pensilvânia)
- East Berwick
- East Norriton
- East Uniontown
- East Waterford (Pensilvânia)
- East York (Pensilvânia)
- Eastlawn Gardens
- Elim (Pensilvânia)
- Elysburg
- Emigsville
- Englewood (Pensilvânia)
- Enola (Pensilvânia)
- Espy
- Evansburg
- Exton
- Eyers Grove

### F
- Fairdale (Pensilvânia)
- Fairless Hills
- Fairview-Ferndale
- Fayetteville (Pensilvânia)
- Feasterville-Trevose
- Fernville
- Fernway
- Flourtown
- Flying Hills
- Folsom (Pensilvânia)
- Forrestville
- Fort Washington (Pensilvânia)
- Foundryville
- Fountain Springs
- Fox Run
- Fredericksburg (Pensilvânia)
- Friedens
- Friedensburg
- Fullerton (Pensilvânia)

### G
- Gap (Pensilvânia)
- Garden View
- Gastonville
- Geneva (Pensilvânia)
- Gilbertsville (Pensilvânia)
- Glen Lyon
- Glenburn (Pensilvânia)
- Glenside
- Grantley
- Grapeville
- Grier City-Park Crest
- Grindstone-Rowes Run
- Guilford (Pensilvânia)
- Guys Mills

### H
- Halfway House
- Hampton (Pensilvânia)
- Hampton Township
- Harleysville
- Harmonsburg
- Harmony Township
- Harrison City
- Harrison Township
- Hartstown
- Hasson Heights
- Heckscherville
- Heilwood
- Herminie
- Hershey (Pensilvânia)
- Highland Park (Pensilvânia)
- Hiller
- Hokendauqua
- Homeacre-Lyndora
- Hometown (Pensilvânia)
- Hopwood
- Horsham (Pensilvânia)
- Houserville
- Hummels Wharf
- Hyde (Pensilvânia)

### I
- Imperial-Enlow
- Iola (Pensilvânia)

### J
- Jacksonville (Pensilvânia)
- Jamison City
- Jerome (Pensilvânia)
- Jerseytown
- Jonestown (Pensilvânia)
- Julian (Pensilvânia)

### K
- Kenilworth (Pensilvânia)
- Kennedy Township
- King of Prussia
- Klingerstown
- Kratzerville
- Kreamer
- Kulpsville

### L
- Lake Heritage
- Lake Meade
- Lake Wynonah
- Lavelle-Locustdale
- Lawnton
- Lawrence Park
- Lawson Heights
- Leacock-Leola-Bareville
- Lebanon South
- Leith-Hatfield
- Lemont (Pensilvânia)
- Lenape Heights
- Levittown (Pensilvânia)
- Lightstreet
- Lima (Pensilvânia)
- Lime Ridge (Pensilvânia)
- Lincolnville (Pensilvânia)
- Linglestown
- Linntown
- Linwood (Pensilvânia)
- Lionville-Marchwood
- Locustdale
- Lorane
- Lower Allen
- Lucerne Mines
- Lynnwood-Pricedale

### M
- Madisonburg
- Mainville
- Maple Glen
- Marlin (Pensilvânia)
- Marshallton
- Maytown (Pensilvânia)
- McAlisterville
- McCandless Township
- McGovern
- McKeansburg
- McMurray
- Meadowood
- Mechanicsville (Montour County, Pennsylvania)
- Meridian (Pensilvânia)
- Mexico (Juniata County)
- Midway (Pensilvânia)
- Mifflinville
- Milroy (Pensilvânia)
- Montgomeryville
- Monument (Pensilvânia)
- Mount Cobb
- Mount Gretna Heights
- Mount Lebanon (Pensilvânia)
- Mount Pleasant Mills
- Mountain Top
- Mountainhome

### N
- Nemacolin
- Nether Providence Township
- New Boston-Morea
- New Castle Northwest
- New Kingstown
- New Salem-Buffington
- Newmanstown
- Nixon (Pensilvânia)
- North Philipsburg
- North Vandergrift-Pleasant View
- North Versailles
- Northwest Harborcreek
- Numidia (Pensilvânia)
- Nuremberg (Pensilvânia)

### O
- O'Hara Township
- Oak Hills (Pensilvânia)
- Oakland (Pensilvânia)
- Oakwood (Pensilvânia)
- Old Orchard
- Oliver (Pensilvânia)
- Oneida (Pensilvânia)
- Orchard Hills
- Oreland
- Orrtanna

### P
- Palmer Heights
- Paoli (Pensilvânia)
- Paradise (Pensilvânia)
- Park Forest Village
- Parkville (Pensilvânia)
- Patterson Township
- Paxtonia
- Paxtonville
- Penn Hills
- Penn Wynne
- Penns Creek
- Pennville (Pensilvânia)
- Pine Glen
- Pine Grove Mills
- Plainfield (Pensilvânia)
- Pleasant Gap
- Pleasant Hill (Pensilvânia)
- Plymouth Meeting
- Plymptonville
- Pocono Pines
- Port Trevorton
- Pottsgrove
- Progress (Pensilvânia)
- Pymatuning Central
- Pymatuning North
- Pymatuning South

### Q
- Quentin (Pensilvânia)

### R
- Radnor Township
- Ramblewood (Pensilvânia)
- Ravine
- Reamstown
- Rebersburg
- Reedsville (Pensilvânia)
- Reiffton
- Reinerton-Orwin-Muir
- Renningers
- Republic (Pensilvânia)
- Reserve Township
- Rheems
- Riceville (Pensilvânia)
- Richboro
- Richfield (Pensilvânia)
- Robinson Township
- Rohrsburg
- Ross Township
- Rossiter
- Rothsville
- Rouzerville
- Rupert (Pensilvânia)
- Russellton
- Rutherford (Pensilvânia)

### S
- Salix-Beauty Line Park
- Salunga-Landisville
- Sanatoga
- Sand Hill
- Sandy (Pensilvânia)
- Sandy Ridge
- Schaefferstown
- Schlusser
- Schnecksville
- Scott Township
- Seltzer
- Seneca (Pensilvânia)
- Shaler Township
- Shanor-Northvue
- Sheffield (Pensilvânia)
- Shenandoah Heights
- Sheppton
- Shiloh (Pensilvânia)
- Skippack
- Skyline View
- Slabtown
- Slickville
- South Park Township
- South Pottstown
- Spring Hill (Pensilvânia)
- Spring House
- Spring Mills
- Spring Mount
- Spring Ridge
- Springetts Manor-Yorklyn
- Springfield (Pensilvânia)
- Spry
- Stonybrook-Wilshire
- Stormstown
- Stowe
- Stowe Township
- Sturgeon-Noblestown
- Summit Station
- Susquehanna Trails

### T
- Thompsonville (Pensilvânia)
- Thorndale (Pensilvânia)
- Timber Hills
- Tinicum Township
- Tipton (Pensilvânia)
- Toughkenamon
- Treasure Lake
- Tresckow
- Trevorton
- Trooper
- Troxelville
- Tuscarora
- Tyler Run-Queens Gate

### U
- Upper Providence Township

### V
- Valley Green
- Valley View (Pensilvânia)
- Village Green-Green Ridge
- Village Shires
- Vinco (Pensilvânia)

### W
- Waller (Pensilvânia)
- Warminster Heights
- Warren South
- Wayne Heights
- Weigelstown
- Weissport East
- West Goshen
- West Hills (Pensilvânia)
- West Norriton
- West Wyomissing
- Whitfield (Pensilvânia)
- Wickerham Manor-Fisher
- Wilburton Number One
- Wilburton Number Two
- Wilkes-Barre Township
- Wilkins Township
- Willow Grove
- Willow Street
- Wolfdale
- Woodbourne
- Woodland Heights
- Woodlyn
- Woodside (Pensilvânia)
- Woodward (Pensilvânia)
- Wyncote
- Wyndmoor

### Y
- Yeagertown

### Z
- Zion (Pensilvânia)

## Rhode Island
- Harrisville (Rhode Island)

## Tennessee

### B
- Banner Hill
- Bloomingdale (Tennessee)
- Blountville

### C
- Central (Tennessee)
- Colonial Heights (Tennessee)

### E
- Eagleton Village
- East Brainerd
- East Cleveland (Tennessee)

### F
- Fairfield Glade
- Fairmount (Tennessee)
- Fall Branch

### G
- Gray (Tennessee)
- Green Hill

### H
- Harrison (Tennessee)
- Harrogate-Shawanee
- Hopewell (Tennessee)
- Hunter (Tennessee)

### L
- Lake Tansi

### M
- Mascot (Tennessee)
- Middle Valley
- Midway (Tennessee)

### O
- Oak Grove (Tennessee)
- Ooltewah

### P
- Pine Crest

### R
- Roan Mountain
- Rural Hill

### S
- Sewanee
- Seymour (Tennessee)
- South Cleveland
- Spurgeon (Tennessee)

### W
- Walnut Hill (Tennessee)
- Walterhill
- Wildwood Lake

## Texas

### A
- Abram-Perezville
- Agua Dulce (condado de El Paso)
- Airport Road Addition
- Aldine
- Alfred-South La Paloma
- Alice Acres
- Alto Bonito
- Alton North
- Anderson Mill
- Arroyo Alto
- Arroyo Colorado Estates
- Arroyo Gardens-La Tina Ranch
- Atascocita

### B
- Bacliff
- Barrett (Texas)
- Barton Creek
- Batesville (Texas)
- Bausell and Ellis
- Bigfoot (Texas)
- Bixby (Texas)
- Blessing
- Bloomington (Texas)
- Blue Berry Hill
- Boling-Iago
- Bolivar Peninsula
- Botines
- Box Canyon-Amistad
- Briar
- Brundage
- Bruni
- Brushy Creek
- Buchanan Dam
- Buna
- Butterfield (Texas)

### C
- Cameron Park (Texas)
- Camp Swift
- Cantu Addition
- Canutillo
- Canyon Lake (Texas)
- Carrizo Hill
- Catarina (Texas)
- Central Gardens
- Cesar Chavez (Texas)
- Channelview
- Christoval
- Chula Vista-Orason
- Chula Vista-River Spur
- Cienegas Terrace
- Cinco Ranch
- Circle D-KC Estates
- Citrus City
- Cloverleaf
- Comfort (Texas)
- Concepcion (Texas)
- Coyanosa
- Coyote Acres
- Crosby (Texas)
- Cross Mountain
- Cuevitas
- Cumings

### D
- Del Mar Heights
- Del Sol-Loma Linda
- Deweyville (Texas)
- Doffing
- Doolittle (Texas)
- Doyle (Texas)

### E
- Eagle Mountain (Texas)
- East Bernard
- Edgewater-Paisano
- Edroy
- Eidson Road
- El Camino Angosto
- El Indio
- El Refugio
- Elbert (Texas)
- Elm Creek (Texas)
- Encantada-Ranchito El Calaboz
- Encino (Texas)
- Escobares
- Evadale

### F
- Fabens
- Falcon Heights (Texas)
- Falcon Lake Estates
- Falcon Mesa
- Falcon Village
- Falman-County Acres
- Faysville
- Fifth Street
- Flowella
- Fort Bliss
- Fort Davis
- Fort Hancock
- Fort Hood
- Four Corners (Texas)
- Fowlerton (Texas)
- Fresno (Texas)
- Fronton (Texas)

### G
- Garceno
- Gardendale (Texas)
- Garfield (Texas)
- Geronimo (Texas)
- Girard (Texas)
- Grand Acres
- Grape Creek
- Greatwood
- Green Valley Farms
- Guerra (Texas)

### H
- Harper (Texas)
- Hartley (Texas)
- Havana (Texas)
- Hebbronville
- Heidelberg (Texas)
- Hermleigh
- Highlands (Texas)
- Hilltop (Texas)
- Homestead Meadows North
- Homestead Meadows South
- Horseshoe Bay
- Hudson Bend
- Hungerford (Texas)

### I
- Imperial (Texas)
- Indian Hills (Texas)
- Inez (Texas)

### J
- Jollyville

### K
- K-Bar Ranch
- Kingsbury (Texas)
- Kingsland (Texas)
- Knippa (Texas)

### L
- La Blanca (Texas)
- La Casita-Garciasville
- La Feria North
- La Homa
- La Paloma (Texas)
- La Paloma-Lost Creek
- La Presa (Texas)
- La Pryor
- La Puerta (Texas)
- La Rosita
- La Victoria (Texas)
- Lackland Air Force Base
- Lago (Texas)
- Laguna Heights
- Laguna Seca (Texas)
- Lake Brownwood
- Lake Kiowa
- Lake View (Texas)
- Lakehills
- Lakeshore Gardens-Hidden Acres
- Laredo Ranchettes
- Larga Vista
- Las Colonias
- Las Lomas (Texas)
- Las Lomitas
- Las Palmas-Juarez
- Las Quintas Fronterizas
- Lasana
- Lasara
- Laughlin Air Force Base
- Laureles (Texas)
- Liberty City (Texas)
- Lipscomb (Texas)
- Llano Grande
- Lolita (Texas)
- Loma Linda East
- Lopeno
- Lopezville
- Los Alvarez
- Los Angeles Subdivision
- Los Ebanos
- Los Villareales
- Lost Creek (Texas)
- Louise (Texas)
- Lozano
- Lyford South

### M
- Marathon (Texas)
- Markham (Texas)
- Mauriceville
- McQueeney
- Medina (Texas)
- Midway North
- Midway South
- Mila Doce
- Milam
- Mirando City
- Mission Bend
- Monte Alto (Texas)
- Moore (Texas)
- Morales-Sanchez
- Morgan Farm Area
- Morning Glory
- Morse (Texas)
- Muniz

### N
- New Falcon
- New Territory
- Normanna
- North Alamo
- North Escobares
- North Pearsall
- North San Pedro
- Northcliff
- Nurillo

### O
- Oak Trail Shores
- Oilton (Texas)
- Olivarez
- Olmito
- Onion Creek
- Owl Ranch-Amargosa
- Ozona

### P
- Palmview South
- Pawnee (Texas)
- Pecan Acres
- Pecan Grove
- Pecan Plantation
- Pettus
- Pinehurst (Texas)
- Pinewood Estates
- Port Mansfield
- Porter Heights
- Potosi (Texas)
- Prado Verde

### Q
- Quail
- Quemado

### R
- Radar Base
- Ranchette Estates
- Ranchitos Las Lomas
- Rancho Alegre (Texas)
- Rancho Banquete
- Rancho Chico
- Ranchos Penitas West
- Ratamosa
- Realitos
- Redford (Texas)
- Redwood (Texas)
- Reese Center
- Reid Hope King
- Relampago (Texas)
- Rendon
- Roma Creek
- Rosita North
- Rosita South

### S
- Salado
- Salineno
- Samnorwood
- San Carlos (Texas)
- San Elizario
- San Ignacio (Texas)
- San Isidro (Texas)
- San Leon
- San Manuel-Linn
- San Pedro (Texas)
- Sanderson
- Sandia
- Sandy Hollow-Escondidas
- Santa Cruz (Texas)
- Santa Maria (Texas)
- Santa Monica (Texas)
- Scenic Oaks
- Scissors
- Sebastian (Texas)
- Serenada
- Seth Ward
- Shady Hollow
- Sheldon (Texas)
- Sienna Plantation
- Sierra Blanca
- Siesta Shores
- Skidmore (Texas)
- Solis
- South Alamo
- South Fork Estates
- South Point (Texas)
- South Toledo Bend
- Spade (Texas)
- Sparks (Texas)
- Spring (Texas)
- Spring Garden-Terra Verde
- Stonewall (Texas)
- Stowell
- Study Butte-Terlingua

### T
- Taft Southwest
- The Woodlands
- Tierra Bonita
- Tierra Grande
- Timberwood Park
- Tornillo
- Tradewinds
- Tuleta
- Tulsita
- Tynan

### U
- Utopia (Texas)
- Uvalde Estates

### V
- Val Verde Park
- Van Vleck
- Vanderbilt (Texas)
- Villa Pancho
- Villa Verde (Texas)
- Villa del Sol

### W
- Wells Branch
- West Livingston
- West Odessa
- West Pearsall
- West Sharyland
- Westdale
- Westway
- Wild Peach Village
- Willamar
- Wimberley
- Windemere
- Winnie
- Wyldwood

### Y
- Yznaga

### Z
- Zapata (Texas)
- Zapata Ranch
- Zuehl

## Utah

### A
- Aneth
- Avon (Utah)

### B
- Benjamin (Utah)
- Benson (Utah)
- Bluff

### C
- Cache (Utah)
- Canyon Rim
- Cottonwood Heights
- Cottonwood West
- Cove (Utah)

### D
- Daniel (Utah)
- Dugway

### E
- East Millcreek
- Elberta (Utah)
- Erda (Utah)

### F
- Fort Duchesne

### G
- Garden (Utah)
- Granite (Utah)

### H
- Halchita
- Halls Crossing
- Hooper (Utah)

### K
- Kearns

### L
- La Sal
- Lake Shore (Utah)
- Little Cottonwood Creek Valley

### M
- Maeser
- Magna
- Mexican Hat
- Millcreek
- Montezuma Creek
- Mount Olympus (Utah)

### N
- Navajo Mountain
- Neola (Utah)
- North Snyderville Basin

### O
- Oljato-Monument Valley (Utah)
- Oquirrh

### P
- Palmyra (Utah)
- Peter (Utah)

### R
- Randlett (Utah)
- Riverside (Utah)

### S
- Samak
- South Snyderville Basin
- South Willard
- Spanish Valley
- Spring Lake (Utah)
- Stansbury Park
- Summit Park

### T
- Timber Lakes
- Tselakai Dezza

### W
- West Mountain
- White City (Utah)
- White Mesa
- Whiterocks
- Woodland (Utah)

## Virgínia

### A
- Adwolf
- Annandale (Virgínia)
- Aquia Harbour
- Atkins (Virgínia)

### B
- Bailey's Crossroads
- Bassett (Virgínia)
- Basye-Bryce Mountain
- Bellwood (Virgínia)
- Bensley
- Blue Ridge (Virgínia)
- Bon Air (Virgínia)
- Bull Run (Virgínia)
- Burke (Virgínia)

### C
- Cana (Virgínia)
- Castlewood (Virgínia)
- Cave Spring (Virgínia)
- Centreville (Virgínia)
- Chamberlayne
- Chantilly (Virgínia)
- Chatmoss
- Chester (Virgínia)
- Chesterfield Court House
- Claypool Hill
- Cloverdale (Virgínia)
- Collinsville (Virgínia)
- Crimora
- Crozet (Virgínia)

### D
- Dahlgren (Virgínia)
- Dale City
- Daleville (Virgínia)
- Dooms
- Dryden (Virgínia)
- Dumbarton (Virgínia)
- Dunn Loring

### E
- East Highland Park
- Elliston-Lafayette
- Emory-Meadow View
- Ettrick (Virgínia)
- Ewing (Virgínia)

### F
- Fairlawn (Virgínia)
- Fairview Beach
- Falmouth (Virgínia)
- Fancy Gap
- Ferrum (Virgínia)
- Fieldale
- Fishersville
- Forest (Virgínia)
- Fort Belvoir
- Fort Chiswell
- Fort Hunt
- Fort Lee (Virgínia)
- Franconia

### G
- Gainesville (Virgínia)
- Glen Allen (Virgínia)
- Gloucester Courthouse
- Gloucester Point
- Great Falls (Virgínia)
- Greenville (Virgínia)
- Groveton (Virgínia)

### H
- Hampden Sydney
- Highland Springs
- Hollins
- Horse Pasture
- Huntington (Virgínia)
- Hybla Valley

### I
- Idylwood

### J
- Jefferson (Virgínia)
- Jolivue

### K
- Keokee

### L
- Lake Barcroft
- Lake Monticello
- Lake Ridge
- Lakeside (Virgínia)
- Laurel (Virgínia)
- Laurel Park (Virgínia)
- Laymantown
- Lincolnia
- Linton Hall
- Loch Lomond (Virgínia)
- Lorton (Virgínia)
- Low Moor (Virgínia)
- Lyndhurst (Virgínia)

### M
- Madison Heights (Virgínia)
- Mantua (Virgínia)
- Massanutten
- Matoaca
- Max Meadows
- Mechanicsville (Virgínia)
- Merrifield
- Merrimac (Virgínia)
- Montclair (Virgínia)
- Montrose (Virgínia)
- Mount Vernon (Virgínia)

### N
- Newington (Virgínia)
- Nokesville
- North Shore (Virgínia)
- North Springfield

### O
- Oak Level
- Oakton

### P
- Patrick Springs
- Penhook
- Pimmit Hills

### Q
- Quantico Station

### R
- Raven (Virgínia)
- Reston
- Rose Hill (Virgínia)
- Rushmere
- Rustburg

### S
- Sandy Level
- Selma (Virgínia)
- Seven Corners
- Shawsville
- Sherando
- Short Pump
- Spotsylvania Courthouse
- Springfield (Virgínia)
- Stanleytown
- Stuarts Draft
- Sudley
- Sugar Grove (Virgínia)

### T
- Timberlake (Virgínia)
- Triangle (Virgínia)
- Tuckahoe (Virgínia)
- Tysons Corner

### U
- Union Hall

### V
- Vansant
- Villa Heights

### W
- West Gate
- West Springfield (Virgínia)
- Westlake Corner
- Weyers Cave
- Wolf Trap
- Woodbridge (Virgínia)
- Woodlawn (Virgínia)
- Wyndham

### Y
- Yorkshire (Virgínia)
- Yorktown (Virgínia)

## Virgínia Ocidental

### A
- Alum Creek
- Amherstdale-Robinette

### B
- Beaver (Virgínia Ocidental)
- Blennerhassett
- Boaz (Virgínia Ocidental)
- Bradley (Virgínia Ocidental)
- Brookhaven (Virgínia Ocidental)

### C
- Cassville (Virgínia Ocidental)
- Chattaroy
- Cheat Lake
- Coal City (Virgínia Ocidental)
- Coal Fork
- Crab Orchard (Virgínia Ocidental)
- Craigsville (Virgínia Ocidental)
- Cross Lanes
- Culloden (Virgínia Ocidental)

### D
- Daniels (Virgínia Ocidental)
- Despard

### E
- Elkview
- Enterprise (Virgínia Ocidental)

### F
- Fairlea
- Fort Ashby

### G
- Gilbert Creek

### H
- Harts
- Holden (Virgínia Ocidental)
- Hooverson Heights

### I
- Inwood (Virgínia Ocidental)

### L
- Lubeck (Virgínia Ocidental)

### M
- MacArthur (Virgínia Ocidental)
- Mallory (Virgínia Ocidental)
- Mineralwells
- Montcalm
- Mount Gay-Shamrock

### N
- Newell (Virgínia Ocidental)

### P
- Pea Ridge (Virgínia Ocidental)
- Pinch
- Piney View
- Powellton
- Prosperity (Virgínia Ocidental)

### R
- Red Jacket

### S
- Shady Spring
- Sissonville
- Stanaford
- Switzer

### T
- Teays Valley
- Tornado (Virgínia Ocidental)

### W
- Washington (Virgínia Ocidental)
- Wiley Ford

## Washington

### A
- Aberdeen Gardens
- Acme (Washington)
- Ahtanum
- Alderwood Manor
- Alger (Washington)
- Allyn-Grapeview
- Amboy (Washington)
- Ames Lake
- Arlington Heights (Washington)
- Artondale
- Ashford (Washington)
- Ault Field

### B
- Bangor Trident Base
- Banks Lake South
- Barberton (Washington)
- Baring (Washington)
- Basin City
- Bay Center
- Bay View (Washington)
- Bell Hill
- Bickleton
- Big Lake (Washington)
- Birch Bay
- Blyn
- Brady (Washington)
- Brinnon
- Brush Prairie
- Bryn Mawr-Skyway
- Burbank (Washington)

### C
- Camano
- Carlsborg
- Carson River Valley
- Cascade Valley
- Cascade-Fairwood
- Cathan
- Cathcart
- Centerville (Washington)
- Central Park (Washington)
- Chehalis Village
- Cherry Grove (Washington)
- Chinook (Washington)
- Clarkston Heights-Vineland
- Clear Lake (Washington)
- Clinton (Washington)
- Cohassett Beach
- Conway (Washington)
- Copalis Beach
- Cottage Lake
- Country Homes
- Custer (Washington)

### D
- Dallesport
- Deming (Washington)
- Desert Aire
- Dishman
- Dixie (Washington)
- Dollar Corner

### E
- East Cathlamet
- East Hill-Meridian
- East Port Orchard
- East Renton Highlands
- East Wenatchee Bench
- Eastgate
- Easton (Washington)
- Echo Lake
- Edison (Washington)
- Elbe (Washington)
- Elk Plain
- Erlands Point-Kitsap Lake
- Eschbach (Washington)
- Esperance (Washington)

### F
- Fairchild Air Force Base
- Fairwood
- Fall City
- Felida
- Finley (Washington)
- Five Corners
- Fords Prairie
- Fort Lewis
- Fox Island
- Frederickson
- Freeland (Washington)

### G
- Garrett (Washington)
- Geneva (Washington)
- Glacier
- Gleed
- Graham (Washington)
- Grand Mound (Washington)
- Grayland
- Green Acres
- Greenwater

### H
- Hazel Dell North
- Hazel Dell South
- Highland (Washington)
- Hobart (Washington)
- Hockinson
- Humptulips

### I
- Inchelium
- Indianola (Washington)
- Inglewood-Finn Hill

### J
- John Sam Lake
- Jordan Road-Canyon Creek
- Junction City (Washington)

### K
- Kendall (Washington)
- Kingsgate
- Kingston (Washington)
- Klickitat

### L
- Lake Bosworth
- Lake Cavanaugh
- Lake Goodwin
- Lake Ketchum
- Lake Marcel-Stillwater
- Lake McMurray
- Lake Morton-Berrydale
- Lake Roesiger
- Lake Shore (Washington)
- Lakeland North
- Lakeland South
- Lakeview (Washington)
- Lea Hill
- Lebam
- Lewisville (Washington)
- Liberty Lake
- Lochsloy
- Longview Heights
- Lyle (Washington)

### M
- Machias (Washington)
- Malone-Porter
- Maltby
- Manchester (Washington)
- Maple Falls
- Maple Heights-Lake Desire
- Marblemount
- Marietta-Alderwood
- Markham (Washington)
- Marrowstone
- Martha Lake
- Maryhill
- May Creek
- McChord Air Force Base
- Meadow Glade
- Midland (Washington)
- Mill Plain
- Minnehaha
- Mirrormont
- Moclips
- Moses Lake North
- Mount Vista

### N
- Naselle
- Navy Yard City
- Neah Bay
- Neilton
- Nespelem Community
- Nisqually Indian Community
- North Creek
- North Marysville
- North Omak
- North Stanwood
- North Sultan
- North Yelm
- Northwest Snohomish

### O
- Ocean City (Washington)
- Ocean Park
- Opportunity (Washington)
- Orchards
- Oso (Washington)
- Otis Orchards-East Farms
- Oyehut-Hogans Corner

### P
- Paine Field-Lake Stickney
- Parkland (Washington)
- Parkwood (Washington)
- Peaceful Valley
- Picnic Point-North Lynnwood
- Port Angeles East
- Port Hadlock-Irondale
- Port Ludlow
- Prairie Ridge
- Priest Point

### Q
- Quilcene

### R
- Ravensdale
- River Road (Washington)
- Riverbend (Washington)
- Riverton-Boulevard Park
- Rochester (Washington)
- Rockport (Washington)
- Ronald (Washington)
- Roosevelt (Washington)

### S
- Salmon Creek
- Satsop
- Satus
- Seattle Hill-Silver Firs
- Shaker Church
- Silvana (Washington)
- Silverdale (Washington)
- Skokomish
- Smokey Point
- Snoqualmie Pass
- South Hill (Washington)
- South Wenatchee
- Spanaway
- Startup
- Stimson Crossing
- Sudden Valley
- Summit (Washington)
- Summitview
- Sunnyslope (Washington)
- Suquamish

### T
- Taholah
- Tanglewilde-Thompson Place
- Tanner
- Terrace Heights
- Thorp (Washington)
- Three Lakes (Washington)
- Tokeland
- Touchet
- Town and Country (Washington)
- Tracyton
- Trentwood
- Trout Lake
- Tulalip Bay

### U
- Union Hill-Novelty Hill

### V
- Vantage
- Vashon
- Venersborg
- Veradale
- Verlot

### W
- Walla Walla East
- Waller (Washington)
- Wallula
- Walnut Grove (Washington)
- Warm Beach
- Weallup Lake
- West Clarkston-Highland
- West Lake Sammamish
- West Lake Stevens
- West Longview
- West Pasco
- West Side Highway
- West Valley
- West Wenatchee
- White Center
- White Swan
- Wishram
- Woods Creek

## Wisconsin

### B
- Bellevue Town
- Bohners Lake
- Brice Prairie
- Browns Lake

### C
- Camp Lake
- Chain O' Lakes-King
- Chief Lake
- Como (Wisconsin)

### D
- Delavan Lake

### E
- Eagle Lake (Wisconsin)
- Evergreen (Wisconsin)

### F
- Franksville
- French Island

### H
- Hebron (Wisconsin)
- Helenville

### I
- Ixonia

### K
- Keshena

### L
- Lac du Flambeau
- Lake Koshkonong
- Lake Lac La Belle
- Lake Ripley
- Lake Shangrila
- Lake Wazeecha
- Lake Wisconsin
- Lake Wissota
- Legend Lake
- Little Round Lake

### M
- Middle Village

### N
- Neopit
- New Post

### O
- Odanah
- Okauchee Lake
- Oneida (Wisconsin)

### P
- Pell Lake
- Potter Lake
- Powers Lake (Wisconsin)

### R
- Reserve (Wisconsin)
- Rib Mountain (Wisconsin)
- Rome (Wisconsin)

### S
- Seymour (Wisconsin)

### T
- Tainter Lake

### W
- Waterford North
- Wind Lake

### Z
- Zoar (Wisconsin)

## Wyoming

### A
- Airport Road
- Albany (Wyoming)
- Alpine Northeast
- Alpine Northwest
- Alta (Wyoming)
- Antelope Hills
- Antelope Valley-Crestview
- Arapahoe (Wyoming)
- Arrowhead Springs
- Arvada (Wyoming)
- Atlantic City (Wyoming)
- Auburn (Wyoming)

### B
- Bedford (Wyoming)
- Bessemer Bend
- Big Horn
- Bondurant (Wyoming)
- Boulder (Wyoming)
- Boulder Flats
- Brookhurst

### C
- Calpet
- Carter (Wyoming)
- Casper Mountain
- Centennial (Wyoming)
- Chugcreek
- Clearview Acres
- Cora (Wyoming)
- Crowheart

### D
- Daniel (Wyoming)

### E
- Eden (Wyoming)
- Esterbrook
- Ethete
- Etna (Wyoming)

### F
- F. E. Warren Air Force Base
- Fairview (Wyoming)
- Farson
- Fontenelle (Wyoming)
- Fort Bridger
- Fort Washakie
- Fox Farm-College

### G
- Garland (Wyoming)
- Grover (Wyoming)

### H
- Hartrandt
- Hawk Springs
- Hill View Heights
- Hoback
- Homa Hills
- Huntley (Wyoming)
- Hyattville (Wyoming)

### J
- James Town
- Jeffrey City
- Johnstown (Wyoming)

### L
- Lakeview North
- Lance Creek
- Little America
- Lonetree
- Lucerne (Wyoming)

### M
- Mc Nutt (Wyoming)
- McKinnon
- Meadow Acres
- Meadow Lark Lake
- Moose Wilson Road (Wyoming)
- Mountain View (Wyoming)

### N
- North Rock Springs

### O
- Oakley (Wyoming)
- Osage (Wyoming)
- Owl Creek

### P
- Parkman
- Point of Rocks
- Powder River
- Purple Sage

### R
- Rafter J Ranch
- Ralston (Wyoming)
- Ranchettes
- Red Butte
- Reliance (Wyoming)
- Robertson (Wyoming)

### S
- Slater (Wyoming)
- Sleepy Hollow (Wyoming)
- Smoot
- South Flat
- South Greeley
- South Park (Wyoming)
- Star Valley Ranch
- Story
- Sweeney Ranch

### T
- Table Rock (Wyoming)
- Taylor (Wyoming)
- Teton Village
- The Buttes
- Turnerville

### V
- Veteran (Wyoming)
- Vista West

### W
- Washakie Ten
- Washam
- West River
- Westview Circle
- Wilson (Wyoming)
- Winchester (Wyoming)